# Lorentzsluizen
De Lorentzsluizen zijn een sluizencomplex in de Afsluitdijk bij Kornwerderzand. De bouwwerken zijn belangrijk voor het peil op het IJsselmeer en de scheepvaart van en naar de Waddenzee.

## Geschiedenis
De Lorentzsluizen zijn in december 1952 vernoemd naar de natuurkundige Hendrik Lorentz. Zijn precisieberekeningen legden de aankomstplaats van de Afsluitdijk in Friesland bij Zurich in plaats van Piaam, om het stormgevaar te beperken.
In het werkplan 1924 voor de Afsluitdijk werd de definitieve plaats voor de Lorentzsluizen vastgelegd, tussen de twee bochten in de Afsluitdijk, op de rug van de Kornwerderzand. In totaal werden hier twee groepen spuisluizen aangelegd en twee schutsluizen. Vanuit waterkundig oogpunt was er een lichte voorkeur voor drie groepen spuisluizen bij de Friese kust, en twee bij Den Oever, maar defensie wilde in geval van een invasie uit het oosten de grootste capaciteit zo lang mogelijk in eigen hand houden en daarom is de verhouding andersom geworden. Het scheepvaartverkeer voor de Friese kust was vrij intensief en twee schutsluizen werden gebouwd. De diepgang van de schepen was maximaal zo’n drie meter en met een drempeldiepte van vier meter konden zelfs de grootste schepen ook bij zeer laag water worden geschut. De kruisingen van het autoverkeer op de Afsluitdijk en het scheepvaartverkeer maakten beweegbare bruggen noodzakelijk. Met het oog op defensiebelangen werden dit draaibruggen, want hoge ophaal- of basculebruggen zouden een duidelijk mikpunt voor de vijandige artillerie zijn geweest.
Het sluizencomplex moest voor de afsluiting van de Zuiderzee klaar zijn voor gebruik. Tijdens de werkzaamheden aan de dijk zouden de stromen door de kleiner wordende sluitgaten zo sterk worden, dat van veilig scheepvaartverkeer geen sprake kon zijn. De bouwput voor de Lorentzsluizen was in mei 1928 gereed. De bodemgesteldheid ter plaatse was minder gunstig dan bij de Stevinsluizen en onder de betonnen funderingsplaten zijn houten palen geheid. Met de fundering werd in juni 1928 begonnen en op 15 juli 1931 konden de schutsluizen gebruikt worden, al werd de officiële opening pas op 7 oktober 1931 verricht. De spuisluizen volgden in mei 1932.

## Architectuur
Het complex is gebouwd in 1931-1932 in functionalistische stijl naar ontwerp van Dirk Roosenburg in samenwerking met Bureau Zuiderzeewerken.

## Beschrijving
Het complex bestaat uit:
- Spuisluizen. Twee bouwwerken met elk vijf spuikokers die het water lozen van het IJsselmeer op de Waddenzee. Elk van de spuisluizen is 12 meter breed en 4 meter diep en kan worden gesloten door middel van een stel vloeddeuren aan de IJsselmeerzijde, een buitenschuif, met daartussen nog een extra binnenschuif.[8] De sluiskokers zijn volledig uitgevoerd in gewapend beton met gemetselde damwanden aan de monding. Als bodembescherming is een betonnen plaat aangebracht met een dikte van 0,5 meter.[8] Het sluizencomplex is rijksmonument.
- Schutsluizen. Een grote en een kleine schutsluis liggen ten oosten van de spuisluizen. Van de schutsluizen maakt de scheepvaart tussen de Waddenzee en het IJsselmeer gebruik. De kleine schutsluis is met name geschikt voor de recreatievaart en is 67 m lang en 8,2 m breed. De sluisdrempel ligt op –3,5 meter. De grote sluis heeft een afmeting van 137 meter lang, 14 m breed en een drempeldiepte van –3,5 meter. Schepen met een vaardiepte van 3,2 m zijn toegestaan. Ten noorden van de sluis liggen nog twee beweegbare bruggen met een doorvaartbreedte van 15,75 meter. Binnenvaartschepen in de CEMT-klasse Va kunnen van de sluis gebruikmaken. Klasse Vb schepen, de zogenaamde koppelverbanden, passeren ook regelmatig de sluis, maar deze moeten ontkoppelen en een voor een schutten.

### Uitbreidingplannen
In 2013 gaf de Minister Schultz van Haegen de regio ruimte om, samen met het Rijk, de grote sluis te verruimen. Als de plannen doorgaan kunnen schepen van 150 m lang, 25 m breed en 5 m diep de Afsluitdijk passeren.
In 2020 hebben het Rijk en de regio nadere afspraken gemaakt over het verruimen van de sluis en het verdiepen van de vaargeulen in het IJsselmeer. Deze aanpassingen zullen wel leiden tot toenemende verzilting van het IJsselmeer, door de grotere sluis verdubbelt de hoeveelheid zout water die binnenkomt in vergelijking tot de bestaande situatie. Verder zorgt de verdieping van de vaargeul dat het binnenkomende zout zich sneller en verder het IJsselmeer op verspreidt. Hiermee neemt het risico toe op het overschrijden van de normen voor de drinkwatervoorziening. Om dit tegen te gaan zijn extra voorzieningen noodzakelijk en die maken het project veel duurder.